# ФК Берое
ФК Берое Стара Загора је фудбалски клуб из Старе Загоре у Бугарској, који се такмичи у Првој лиги Бугарске.

## Историја
Клуб је основан 19. марта 1959. Своје утакмице игра на истоименим стадиону капацитета 22.400 од чега је 11.322 седећа места. Боје клуба су зелена и бела.

## Успеси клуба
- Прва лига Бугарске:

- Првак (1): 1985/86.

- Куп Бугарске:

- Освајач (1): 2010.
- Финалиста (4): 1968, 1973, 1979, 1980.

- Балкански куп:

- Освајач (4): 1968, 1969, 1982, 1984.
- Финалиста (1): 1970.